# Tetreuaresta punctipennata
Tetreuaresta punctipennata es una especie de insecto del género Tetreuaresta de la familia Tephritidae del orden Diptera.

## Historia
Erich Martin Hering la describió científicamente por primera vez en el año 1942.